# Малатья
Мала́тья (Мелитена, тур. Malatya, курд. Meletî, арм. Մալաթիա) — город в Восточной Турции, административный центр (центральный район, меркези) провинции Малатья.
Население — 381 081 (перепись 2000 года).
Средняя высота над уровнем моря — 954 м.

## История

### IV—II тысячелетия до н. э.
Древний Мелид был заселён с момента развития сельского хозяйства, почти 6000 лет назад. С бронзового века Мелид стал административным центром более крупного региона в царстве Исува. Город был сильно укреплен, вероятно, из-за угрозы хеттов с запада. Хетты завоевали город в XIV веке до н. э. В хеттском и армянском языках, слово «мелид» или «милит», «мели», означает «мед». Название города учёные предположительно возводят к хеттско-лувийскому melit-/mallit-, то есть «мёд».

### Железный век. XII—VIII вв. до н. э.
После окончания правления хеттской империи город стал центром позднехеттского государства Камману.
С XIII века до нашей эры, господствующим языком общения в Мелиде, становится протоармянский язык.
В городе сохранились старые хеттские традиции и стили. Исследователи обнаружили дворец внутри городских стен со статуями и рельефами, которые являются примерами художественных произведений того периода. Люди построили дворец, в сопровождении монументальных каменных скульптур львов и правителя. Известны имена царей Мелиды (в надписях этого времени упоминаемой как Malizi) — братьев Рунияса и Арнувантиса (они были внуками царя другого неохеттского царства, Кархемиша, которого звали Ку(н)зи-Тешшуб, который, в свою очередь, был прямым потомком хеттских царей XVII в. до н. э.).
Ассирийский царь Тиглатпаласар I (1115—1077 гг. до н. э.) заставил царство Малидия платить дань Ассирии. Примерно в 850—650 гг. до н. э. Мелидское царство упоминается в ассирийских (как Мелид) и в урартских (как Мелитея) надписях. В этих надписях упоминаются такие имена царей Мелиды, как: Lalli, Hilaruada сын Shahu, Sulumal, Gunzinanu, Tarhunazi и Mugallu — происхождение этих царей нам неизвестно, и вполне возможно, что они не имели корней восходящих к древним хеттским царям. Салманассар III (858—824) совершил множество походов против царя Мелиды Лалли, который, согласно надписям, был его данником в 853 и в 844 гг. до н. э. В VIII в. до н. э. Мелид был жертвой нападений трёх правивших по очереди царей Урарту — Минуа, Аргишти I и Сардури II, и был принуждён признать верховенство урартских царей. Мелид был в вассальной зависимости от Урарту между 804 и 743 годами. Так продолжалось до тех пор, пока ассирийский царь Тиглатпаласар III не нанёс сокрушительное поражение коалиции Урарту и Арпада (членом которой был Мелид) в 743 г. до н. э., после чего Мелид стал данником Ассирии. Вероятно, с этого времени при ассирийских царях Тиглатпаласаре III, Салманассаре V и Саргоне II Мелид непрерывно был данником Ассирии, несмотря на организовывавшиеся против него иногда походы ассирийцев. Малидия продолжала процветать, пока ассирийский царь Саргон II (722—705 гг. до н. э.) не разграбил город в 712 году до нашей эры за то, что его ставленник в Мелиде, царь Тархунази, переметнулся на сторону враждебного Ассирии царя Мидаса. После этого разгрома часть Мелидского царства, «земля Камману» с городом Тил-гаримму, была передана под управление ассирийского наместника, а город Мелид был передан под контроль царя Муталлу — царя в стране Kummuh и верного сторонника Ассирии. После смерти царя Саргона II в 705 г. до н. э. Мелид опять стал фактически независимым, и скорее всего не утратил свою независимость вплоть до прихода к власти в Ассирии Ашшурбанипала, несмотря на совершавшиеся против него походы ассирийцев — например Ассархаддона, примерно в 675 г. до н. э. При Ашшурбанапале царь Мелиды Мугаллу согласился платить Ассирийскому царству дань. В то же время киммерийцы и скифы вторглись в Малую Азию, город был разграблен.

### VIII в. до н. э. — IV в. н. э.
VIII—VII вв. до н. э. — Мелидское царство — почти непрерывно данник Урарту или Ассирии.
VI—IV вв. до н. э. — предположительно в составе Армянской сатрапии — согласно Энциклопедии Ираника западная граница персидской сатрапии Армения проходила по реке Евфрат — то есть она не включала Мелитену. Согласно Игорю Дьяконову вавилонянами (в годы власти персов) в отношении сатрапии Армения используется устаревшее уже к этому времени название «Мелид», что этот учёный связывал с тем, что, возможно, столицей данной сатрапии мог быть город Мелид (то есть Мелитена).
IV—I вв. до н. э. — Согласно Страбону (XII 1, 2; 1, 4; 2, 1) Мелитена — это десятая часть Каппадокии (одна из её десяти стратегий), лежащая на её границе с Коммагеной и с Софеной (от которой она отделена рекой Евфрат). Он указывает, что Мелитена была одной из пяти стратегий Каппадокийского царства царя Архелая (правил в 36 г. до н. э. — 17 г. н. э.), лежавших на Таврском горном кряже — маленькое Коммагенское царство лежало южнее. При царе Ариарате V (163—130 годы до н. э.) Мелитена тоже принадлежала Каппадокии, а не в составе Армении или Коммагенского царства). Коммагенское царство существовало в этот период как независимое государство только между 163. г. до н. э. — 17 г. н. э. (предполагается, что до этого она некоторое время формировала совместно с Софеной единое вассальное в отношении империи Селевкидов государство). Каким образом пролегали границы в районе Мелитены ранее 163 г. до н. э. сказать сложно, в связи с нехваткой информации — предполагается, например, что некоторое время Мелитена могла входить в состав Армянского царства Оронтидов или Ервандидов.
I—IV вв. н. э. — Мелитена была включена в состав Римской империи в 17 г. н. э. (до этого времени Каппадокийское царство, включавшее Мелитену, было клиентом Римской империи) императором Тиберием. В 71/72 г. Римская империя аннексировала Малую Армению. В 74 году провинции Галатия, Понт и Каппадокия были объединены в единую провинцию Галатия. Со времён императора Тита в Мелитене размещался знаменитый Мелитенский легион (Legio XII fulminata). В 113/114 г. произошёл раздел провинции Галатия и Каппадокия (M. Iunius Homullus стал легатом Каппадокии; Луций Катилий Север Юлиан Клавдий Регин именуется легатом Великой и Малой Армений и Каппадокии, а последующий легат этой провинции, Гай Бруттий Презенс Луций Фульвий Рустик, уже именовался легатом просто Каппадокии). Провинция Армения была создана в Римской империи впервые в короткий период 114—118 годов н. э., как следствие завоеваний императора Траяна, но она охватила лишь новообретённые земли — Мелитена осталась в составе провинции Каппадокия. При реорганизации 117/118 гг. к Каппадокии обратно присоединили оба Понта (Pontus Galaticus, Pontus Polemoniacus), а также Малую Армению. При императоре Адриане Мелитена по прежнему входила в состав провинции Каппадокия. При императоре Септимии Севере Армения была вассальным царством, подчинявшимся Риму, а Мелитена продолжала находиться в составе провинции Каппадокия. При императоре Аврелиане по прежнему не существовало провинции Армения (поскольку Армянское царство продолжало быть зависимым от Римской империи), а Мелитена входила в состав провинции Каппадокия.
После административной реформы императора Диоклетиана (вероятно, 296/297 года) Мелитена входила в состав владений августа Диоклетиана, диоцеза Понта, провинции Каппадокия — примерно в это же время (предположительно, после заключения Нисибинского мира 298 года с Сасанидами) впервые была создана провинция Малая Армения или Армения I, выделенная из состава провинции Каппадокия (тогда же из этой провинции была выделена и провинция Полемонова Понта). Однако эта новая провинция Малой Армении лежала севернее Мелитены и урезанной провинции Каппадокия (в которую Мелитена продолжила входить). Точно также обстояли дела и в годы правления императора Константина I, когда (вероятно около 318 года) была создана на месте бывших владений августа Диоклетиана префектура претория Востока. Провинция Вторая Армения была создана в 384 году, когда были созданы новые армянские провинции (Армения I, Армения II и Великая Армения), которые были включены в состав возникшего в это время в результате административной реформы императора Диоклетиана диоцеза Понт. С этих пор — то есть с конца IV века н. э. — Мелитена была административно включена в состав Армении, как часть провинции Армения II. Мелитена была столицей этой провинции.

### IV—XVI вв.
- 392—536 гг. — в составе провинции Вторая Армения, в диоцезе Понт, в префектуре Востока, Византийская империя.
- 536—638 гг.- в составе провинции Третья Армения, Византийской империи. Провинция Третья Армения была создана императором Юстинианом I на месте бывшей провинции Вторая Армения.
- 638—934 гг. — в составе Арабского Халифата.
- 934—1071 и 1078—1086 гг. — в составе Византийской империи. 19 мая 934 года стратиг Иоанн Куркуас и дукс Мелия отвоевали Мелитену[11]. После этого первое время она была кураторией, подчинённой феме Месопотамии. После освобождения новых территорий в районе Мелитены при императоре Никифоре II Фоке, то есть в 960-е годы, она была повышена до статуса отдельной фемы, во главе с собственным стратигом. Согласно другой версии, фему Мелитены создал император Василий II Болгаробойца.
- XI век — в составе армянского государства Филарета Варажнуни примерно в 1071—1086/1087 годах (с 1078 года Филарет формально признал суверенитет Византии над своим княжеством), а с 1086/1087 по 1103 годы, после смерти Филарета Варажнуни, Мелитена входила в состав отколовшегося от его государства владения с центром в Мелитене во-главе с другим армянином, бывшим командиром под началом Филарета Варажнуни, Гавриилом Мелитенским (который сохранял формальный титул византийского дукса до 1096 года, создавая иллюзию подчинения власти византийского императора).
- XII — середина XIII вв. — со 1103 года Мелитена была под властью турок-сельджуков клана Данишмендидов, а с конца XII века городом овладели сельджукские султаны Конийского (Румского) султаната.
- XIII—XIV вв.- под властью Государства Ильханов Хулагуидов.
- в 1315—1338 гг. — за регион Мелитены велась борьба между анатолийскими туркоманами (например эмирами Эретны) и Мамелюками Египта.
- 1338 год — конец XIV века — Мелитена пребывает в подчинении Мамелюкам Египта.
- конец XIV века — 28 июля 1516 года — велась борьба между эмирами Дулкадиридами анатолийских туркоманов (княжество Дулкадиридов было захвачено османами и ликвидировано ими в 1515 году) и Мамелюками Египта за Мелитену. 28 июля 1516 года город Мелитена был захвачен османскими войсками султана Селима I.

### XVI—XXI вв.
- XVI век — Малатья входит в состав Османской империи.
- XVII—XVIII вв. — расселение курдских племён в Малатии.
- XIX век — тысячи армян обращены в ислам.
- 1889 год, ноябрь — резня армян в Малатии.
- 1890 год, октябрь — резня армян в Малатии.
- 1892 год, в Малатии создана организация «Молодая Армения»
- 1894 год — резня армян в Малатии.
- 1895 год — восстание армян в Малатии.
- 1911 год — резня армян в окрестностях Малатии.
- 1915 год — геноцид армян
- 1918 год — Малатья взята французскими войсками, 2 тысячи армян вернулись в город.
- 1921 год — турецкие войска восстановили контроль над городом. Дома армян были преданы огню.
- 1923 год — на возвращение армян в Малатью был наложен запрет. Малатья включена в состав Турецкой республики.

Нынешний город Малатья был основан в 1838 году, а старое место Митилена теперь называется как Старый Малатья. Город быстро развивался в XIX веке, к концу века в нём насчитывалось около 5000 домашних хозяйств, 50 мечетей, шесть медресе, девять гостиниц и пять турецких бань. Османские источники также зафиксировали десять церквей. В 1889 и 1890 годах Малатья был поражен двумя большими пожарами, которые уничтожили тысячи магазинов. В результате землетрясения в 1893 погибло 1300 человек, уничтожив 1200 домов и четыре мечети. Разрушенные здания были перестроены в 1894 году.
6 февраля 2023 года стала одним из эпицентров мощного землетрясения.

## Экономика
В экономике города Малатья преобладают сельское хозяйство, текстильное производство и строительство. В городе есть две организованные промышленные зоны, где основной отраслью является текстиль.
Малатья популярна производством опиума. Опиум. Британцы, в 1920 году, описали опиум из Малатьи как опиум, имеющий в составе «самый высокий процент морфия»

## Культура

### Кухня

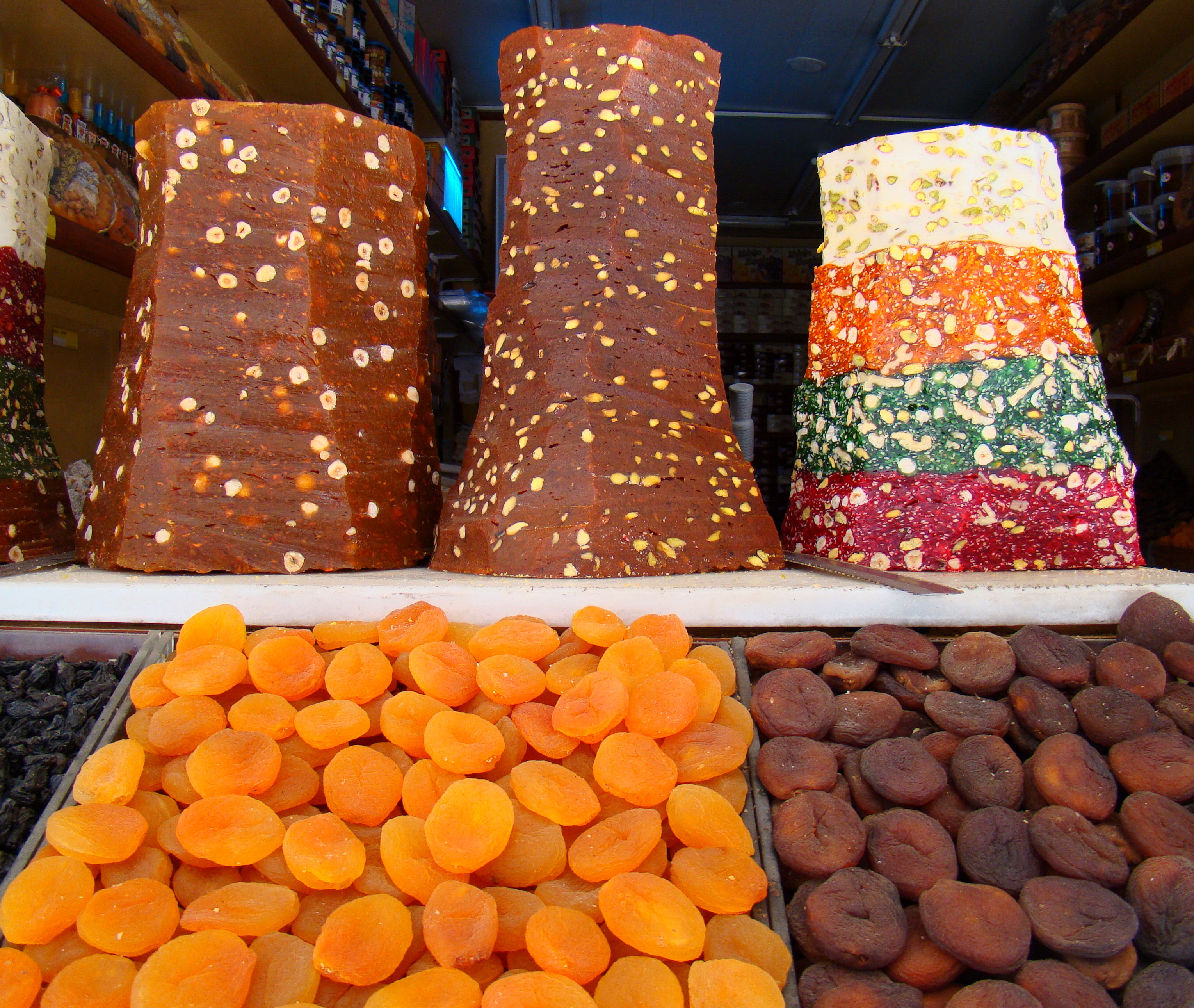
Абрикосовая продукция в Малатья

Кёфте (фрикадельки) занимают особое место в местной кухне, как и абрикосы, которые используются во многих приемах кебабов (мясо, жаренное или жаренное в небольших кусках) к десертам. Существует более 70 видов кофте, обычно из пшеницы и других ингредиентов. "Бумажный" кебаб (kağıt kebabı) — одна из самых важных местных блюд — блюдо из ягненка и овощей, запеченное в обертке, обычно маслянистой бумаге. Другими важными блюдами являются разнообразные фаршированные блюда, в том числе фаршированные листья тутового дерева, капуста, мангольд, листья салата с оливковым маслом, листья винограда, листья вишни, листья бобов, свекла, лук и цветы цуккини.
Регион Малатья наиболее известен своими абрикосовыми садами. Около 50 % производства свежих абрикосов и 95 % производства сушеных абрикосов в Турции, ведущего мирового производителя абрикоса, предоставлено Малатья, а название фрукта является синонимом города. Он достиг своей самой вкусной и изощренной формы на плодородной почве Малатья, питавшейся из аллювиальной почвы Евфрата. В целом, около 10-15 % мирового урожая свежих абрикосов и около 65-80 % мирового производства сушеных абрикосов выходит из Малатья. Абрикосы Малатья часто высушивают на солнце в семейных садах традиционными методами.

### Фестивали
Абрикосовые праздники в Малатье проводятся с 1978 года, каждый год в июле, с целью продвижения Малатийских абрикосов и организации встречи между производителями. Во время торжеств организуются спортивные мероприятия, концерты и абрикосовые конкурсы.
В окрестностях абрикосовых праздников летом проводятся другие ежегодные мероприятия. Ежегодно организуются вишневые фестивали в районе Ешилюрт и винные праздники в районе Арапгир.

## Образование

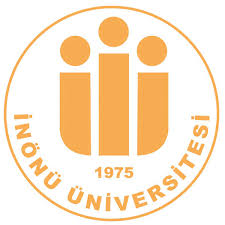
Лого Университета Инёню

Университет Инёню, один из крупнейших университетов Восточной Турции, находится в Малатье. Был учреждён в 1975 году. Университет Инёню входит в топ 40 лучших университетов Турции. Во время обучения студентам также дается возможность принять участие в программах международного обмена. Университет имеет собственную библиотеку. Вуз входит в состав группы Европейская университетская ассоциация (EUA).

## Спорт
В Малатье расположен футбольный клуб «Малатьяспор».

## Известные уроженцы
- Грант Динк — турецко-армянский журналист, колумнист.
- Четин Алп — турецкий певец
- Кая, Ахмет — турецкий певец
- Барыш Кылыч — турецкий актёр
- Мехмет Топал — турецкий футболист